# Qashqai

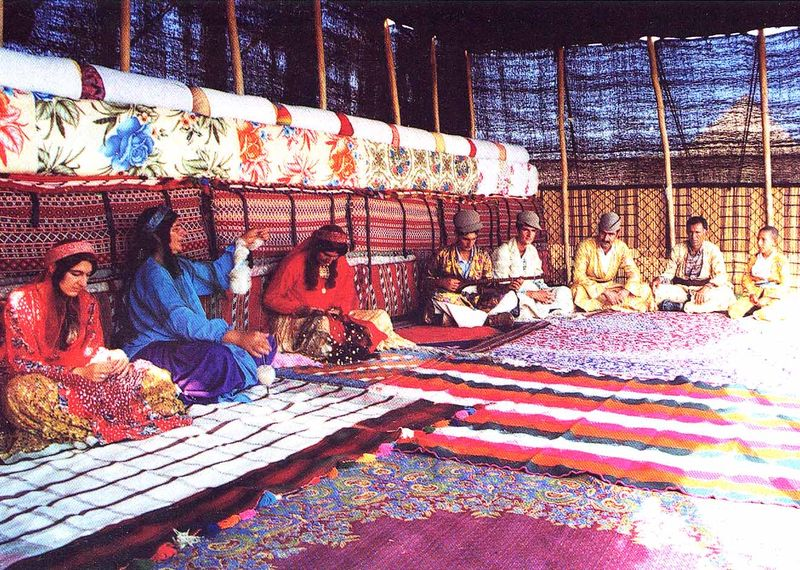
In una tenda Qashqai

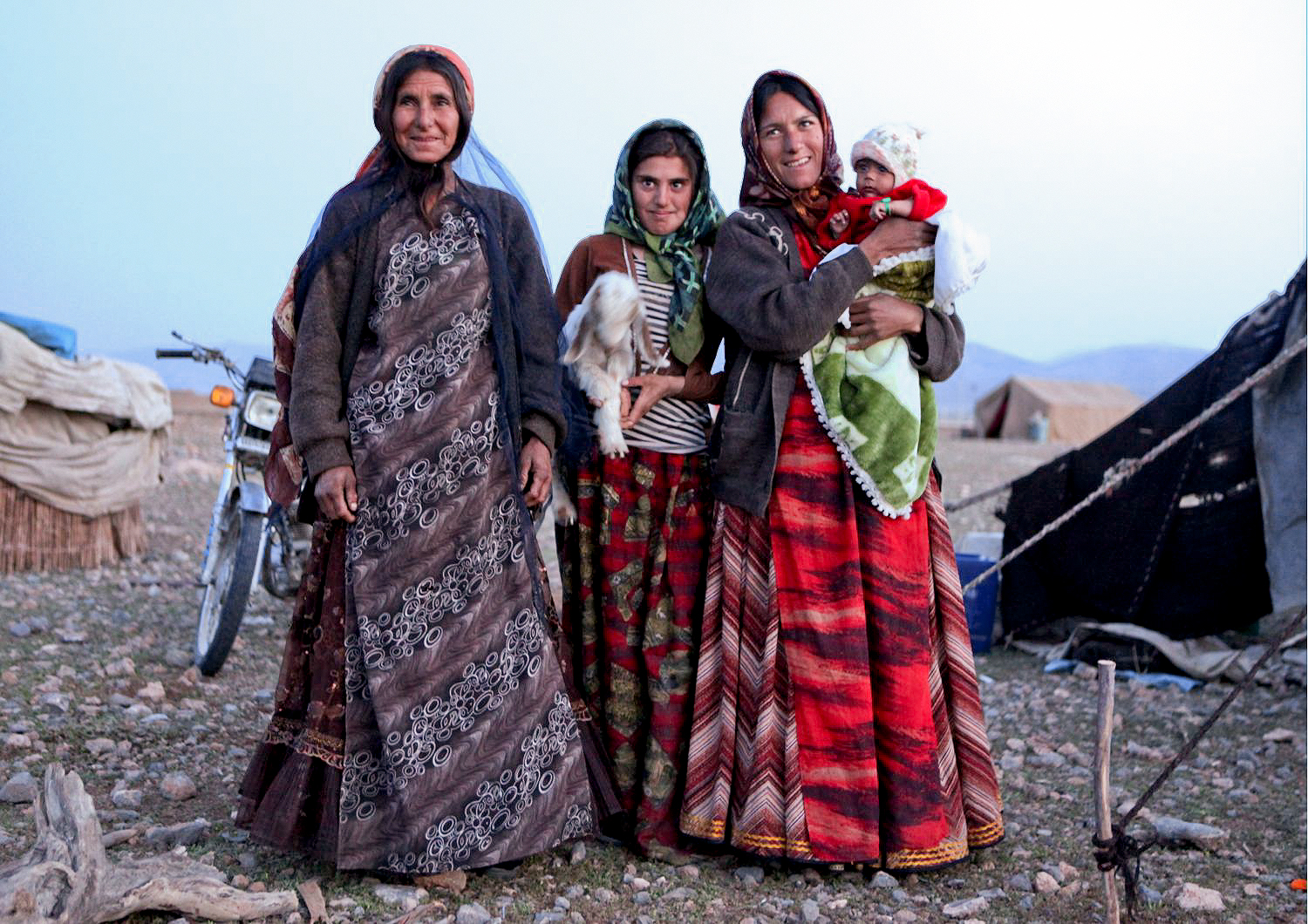
Donne Qashqai nomadi

I Qashqai (IPA: qaʃqaːʔiː; scritto anche Ghashghai, Ghashghay, Gashgai, Gashgay, Kashkai, Qashqay, Qashqa'i, in persiano قشقایی‎) sono un popolo presente in Iran. La lingua Qashqai è strettamente correlata alla lingua azera e alcuni linguisti in realtà la considerano un dialetto di quest'ultima. I Qashqai vivono principalmente nelle province di Fars, Isfahan, Khuzestan e sud, ma soprattutto intorno alla città di Shiraz in Fars.
I Qashqai erano originariamente pastori nomadi e alcuni gruppi lo sono ancora oggi. I tradizionali Qashqai nomadi hanno viaggiato con le loro greggi ogni anno, dai pascoli dell'altopiano l'estate a nord di Shiraz circa 480 km o 300 miglia, a sud verso i pascoli invernali in basso (e più al caldo) alle terre in prossimità del Golfo Persico, a sud ovest di Shiraz. La tendenza verso l'insediamento tuttavia è in netto aumento dal 1960.
I Qashqai sono costituiti da un certo numero di tribù e sotto-tribù compresi gli Amalaeh, Darreh-Shuri, Kashkuli, Shesh (6) Baluki, Farsimadan, Qaracheh, Rahimi e Safi-Khani e Galiot-to.